# Île Cocos
Pour les articles homonymes, voir Île Cocos (homonymie).
L'île Cocos (en espagnol : Isla del Coco) est une île costaricienne de l'océan Pacifique située à 491 km au sud-sud-ouest du cabo Blanco, sur la côte méridionale du pays. Elle est rattachée à la province de Puntarenas. L'île volcanique est connue pour avoir accueilli les pirates qui y cachaient les trésors pillés aux Espagnols, ce qui lui a valu le surnom d'« île aux Trésors »[réf. nécessaire].
Depuis 1997, elle fait partie du patrimoine mondial de l'UNESCO. C'est également un parc national protégé du Costa Rica. L'île Cocos abrite une faune et une flore sous-marine exceptionnelles ainsi qu'une forêt tropicale humide, seule île du Pacifique tropical oriental à en posséder une.
L'île Cocos a donné son nom à la plaque tectonique de Cocos.

## Géographie

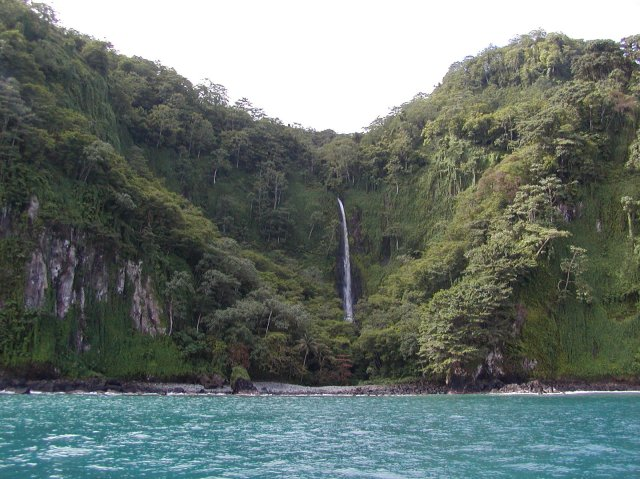
Une chute d'eau à Bahia Wafer.

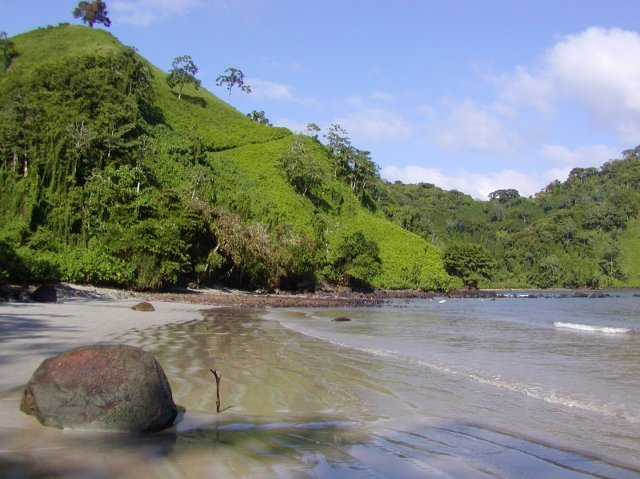
Bahia Chatham.

L'île Cocos forme un district du canton de Puntarenas dans la province homonyme.
Elle a une superficie de 23,85 km2 avec un périmètre d’environ 23,3 km. Elle mesure 7,49 km de long pour 4,61 km de large. Elle se situe au premier point de contact avec le contre-courant nord-équatorial. Sur la partie occidentale, on peut apercevoir Cerro Iglesias, le point le plus élevé de l’île (634 m). Elle est, en outre, la seule île du Pacifique tropical oriental tapissée d’une forêt tropicale humide.
Cependant, l’île est entièrement recouverte d’écoulements de lave d'andésite. Ainsi, on trouve des restes d’origine volcanique qui forment des falaises. Autour de celles-ci, on compte plusieurs petits îlots composés de basalte qui servent de refuge aux oiseaux marins tels que les fous, les mouettes et les noddis.
Sa faune est d’origine pacifique orientale, du continent américain central et des Galapagos. L’installation permanente de l'homme sur l'île a été évitée grâce à la topographie et l'éloignement de l'île, ce qui a empêché la destruction de la flore et de la faune.
On compte 155 plantes vasculaires et 48 non vasculaires, dont 15 % endémiques, dans la flore de l’île.
Le climat est tropical humide et chaud. Durant neuf mois sur douze, de mai à octobre, il y a de la pluie et du brouillard.
Ainsi, parmi les nombreuses activités qu’elle offre, les touristes peuvent visiter les forêts enchanteresses d’arbres géants et mousse-drapés, de Broméliacées, de fougères en arbre, de palmiers et de vignes sauvages. Néanmoins, ces visites sont très minutieusement contrôlées par l’État costaricien et l’île ne peut être entièrement visitée car un tiers du territoire est interdit d'accès au public. Par ailleurs, celle-ci se trouve être le laboratoire idéal pour l’étude des processus biologiques grâce à la myriade d’interactions entre l’île et l’écosystème marin environnant.
On compte au moins 60 espèces d’animaux endémiques à l’île ; la plupart sont en danger. Parmi ces animaux, des milliers d’oiseaux marins peuvent être aperçus en longeant un sentier qui traverse l’île. On compte principalement 4 espèces : des sternes fuligineuses et des sternes blanches ainsi que deux espèces de noddis.
Parmi la faune marine évoluant dans l'espace protégé de l'île jusqu'à 15 km des côtes, on trouve dauphins, fausses orques et baleines.
L’île Cocos est aussi un site de plongée connu.

## Histoire

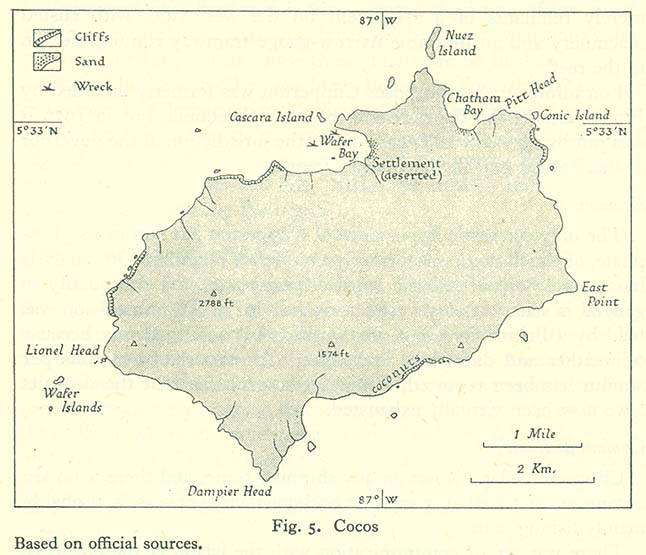
Une carte historique de l'île

L’île Cocos, également appelée l'« Émeraude du Pacifique », aurait été citée pour la première fois en 1526 par Joan Cabezas qui naviguait à ses abords. Elle apparut sur une carte de Nicolas Desliens sous le nom de « Ysle de Coques » en 1541.
Les flibustiers et les pirates, dont le champ d’action se trouvait au long du Pacifique de l’Amérique espagnole, auraient pris l’île pour lieu de refuge et de coffre fort entre le XVIIe et le début du XIXe siècle. On compte plusieurs pirates qui ont fréquenté cette île : Bennett Graham, William Davis, Benito Bonito ou William Thomson. Ils choisirent cette île pour son bois et son eau potable. L’île fut alors surnommée l'« île aux Trésors » car de nombreux trésors sembleraient avoir été enfouis par des pirates dans plusieurs grottes.
Les premiers visiteurs de l’île au XIXe siècle furent les chasseurs de trésors du monde entier qui ont entrepris plus de 500 expéditions entre 1846 et 1997, pour la plupart à la recherche du trésor ecclésiastique de Lima. Le 31 octobre 1879, un article du grand quotidien local, The San Francisco Call, révèle que deux navires différents ont lancé une expédition pour retrouver un trésor pirate sur l'île Cocos. Parmi eux, la Goélette Vanderbilt est revenue bredouille.
Ainsi, l’écrivain Robert Louis Stevenson s’en inspira peut-être, pour écrire l’histoire de L'Île au trésor en 1881, car il se trouvait à San Francisco lors de la parution de cet article, mais il n'a jamais laissé le moindre écrit dans ce sens.
En 1962, le spéléologue français Robert Vergnes explore l’île avec deux compagnons. Convaincu d’avoir trouvé la grotte abritant le trésor, il doit cependant abréger son séjour, ses deux amis étant morts noyés. Lorsqu’il revient sur l’île en 1973, la grotte a été comblée par un éboulis et il rentre chez lui bredouille. Robert Vergnes a consacré son ouvrage La Dernière île au trésor à l'île Cocos.
L’île a été classée patrimoine mondial de l'UNESCO en 1997 et les fouilles sont désormais interdites par le gouvernement du Costa Rica afin de ne pas dénaturer le site. Une aire marine protégée a été délimitée autour de l'île et à son tour classée Patrimoine mondial de l'UNESCO en juin 2002. L'île est également reconnue site Ramsar depuis le 10 avril 1998.
L'archéologue anglais Shaun Whitehead a lancé en 2012 une expédition scientifique de 15 personnes, à la recherche du trésor, muni de moyens technologiques modernes, accompagné du docteur Ina Knobloch, une biologiste allemande qui avait visité l'île trois fois, rédigé le livre The Secret of Treasure Island et prévu d'y consacrer un musée, à Puntarenas, sur la côte du Costa Rica. Selon cette dernière, l’endroit n’a pas seulement inspiré Robert Louis Stevenson, mais aussi Jurassic Park, de Michael Crichton.
Les rivières et les cascades de l'île recèlent de nombreuses grottes cachées, selon les scientifiques et celle où William Thompson aurait mis à l’abri le trésor a probablement vu son accès bouché par un glissement de terrain, selon Shaun Whitehead.
Un an plus tard, Shaun Whitehead a souligné, dans une interview au site spécialisé Mysterious Writings, que le trésor de l'île était pour lui surtout de nature biologique.

## Chronologie
- 1684 : un trésor appartenant au pirate William Davies fut enterré sur l'île[4].
- 1819 : le pirate anglais Bennet Graham s'est emparé du galion espagnol Relampago puis de l'or de la ville d’Acapulco[4].
- 20 août 1820 : José de San Martín et Lord Thomas Cochrane organisent une expédition, du port de Valparaíso.
- 8 septembre 1820 : ils débarquent avec 4 000 hommes à Pisco, au Pérou puis dans la baie de Paracas.
- été 1821 : arrivée massive de navires de commerces anglais et disparition du trésor ecclésiastique de Lima[3] que le vice-roi  José de la Serna confie au capitaine terre-neuva William Thompson, face à l'avancée de la flotte de Thomas Cochrane.
- 28 juillet 1821 : José de San Martín s'empare de Lima et déclare l'indépendance du Pérou.
- 1824 : Bennet Graham arrêté  par trois vaisseaux de guerre anglais dans la baie de Buenaventura, en Colombie[10] et a enterré un trésor sur l'île, selon les informations données aux autorités américaines par son épouse 30 ans après sa mort.
- janvier 1841 : départ d'un navire de Saint-Jean de Terre-Neuve pour Rio de Janeiro, à moitié chargé de poisson séché et dirigé par John Keating.
- juin 1841 : le navire de Saint-Jean de Terre-Neuve dirigé par John Keating arrive à l'île après avoir déchargé à vers Rio de Janeiro.
- 1845 : seconde expédition de Saint-Jean de Terre-Neuve dirigée par John Keating.
- 1854 : fondation à San-Francisco de la « Cocos Expédition »[4].
- octobre 1863 : le navire Adelante dépose 426 ex-esclaves des Tongas sur l'île par crainte d'une épidémie.
- 1868 : John Keating fait naufrage près de Coddrey Village à  Terre-Neuve et confie son secret à son timonier Nicholas Fitzgerald, qui l'a sauvé[4].
- 1870 : en pêchant, Nicholas Fitzgerald fait à son tour naufrage puis se confie à l'amiral britannique Curzon Howe, dont le fils, homonyme et également officier de marine[11], transmettra au pilote automobile Malcolm Campbell[4].
- 1870 : fondation à New-York de la « Hidden Trasure Company »[4].
- 31 octobre 1879[4], un article du grand quotidien local, The San Francisco Call[4], révèle que deux navires différents ont lancé une expédition pour retrouver un trésor pirate sur l'île Cocos. Parmi eux, la Goélette Vanderbilt est revenue bredouille[4].
- 10 septembre 1894 : lettre de Nicholas Fitzgerald à Curzon Howe racontant sa rencontre avec Keating en 1868, puis donnant des détails sur l'île[12].
- 1896 : le commandant militaire anglais Shrapnel débarque sur l’île Cocos avec 300 marins du Haughty[10].
- 1897 : le gouvernement du Costa Rica concède un territoire sur l'île au chasseur de trésors August Gissler, qui y reste de 1899 à 1908.
- 1924 : le pilote automobile Malcolm Campbell retrouve à Madère son vieil ami K. Lee Guinness, arrivé sur son yacht, le Adventuress: ils décident de chercher le trésor mais se heurtent à la météo[12].
- 1926 : expédition commune sur l'île[4], Malcolm Campbell mis en contact avec le fils de Curzon Howe[12], qui porte le nom de son père[12].
- 1927 et 1929 : le capitaine français Tony Mangel examine toute la correspondance au Nautical & Traveler Club of Sydney puis découvre l'inventaire du musée de Caracas[10] et explore deux fois l'île.
- fin 1932 : le Queen of Scots armé par la Treasure Recovery Limited met le cap sur l'île des Cocos.
- juin 1934 : le mécanicien de navire belge, Petrus Bergmans, sur des données fournies par Tony Mangel revendique la découverte en 1831 d'une vierge en or de 0,60 m de hauteur revendue 11 000 dollars à New York[13].
- 1935 : réédite son livre de 1928 avec un chapitre récapitulant les recherches.
- 1935 : un historien découvre l’inventaire détaillé du trésor aux archives du Musée de Caracas (Venezuela)[13].
- 1960 : deux journalistes du New York Times publient un livre récapitulant les recherches.
- 1962 : le chercheur de trésors Robert Charroux publie un livre récapitulant les recherches.
- 1962 : le spéléologue français Robert Vergnes explore l’île avec deux compagnons[5].

## Tournage
En 1993, une partie des films Jurassic Park (saga) est tournée sur l'île. Dans l'univers du film, l'île s'appelle Isla Nublar.